# 15512 Snyder
15512 Snyder este un asteroid din centura principală de asteroizi.

## Descriere
15512 Snyder este un asteroid din centura principală de asteroizi. A fost descoperit pe 18 octombrie 1999 la Junk Bond Observatory de Jeffrey S. Medkeff și David B. Healy. Asteroidul prezintă o orbită caracterizată de o semiaxă mare de 3,04 ua, o excentricitate de 0,02 și o înclinație de 13,8° în raport cu ecliptica.